# سلمان أباد (تشالدران)
سلمان‌ أباد (بالفارسية: سلمان‌آباد) هي قرية تقع في أذربيجان الغربية في إيران. يقدر عدد سكانها بـ 24 نسمة .